# Monte Sant’Angelo

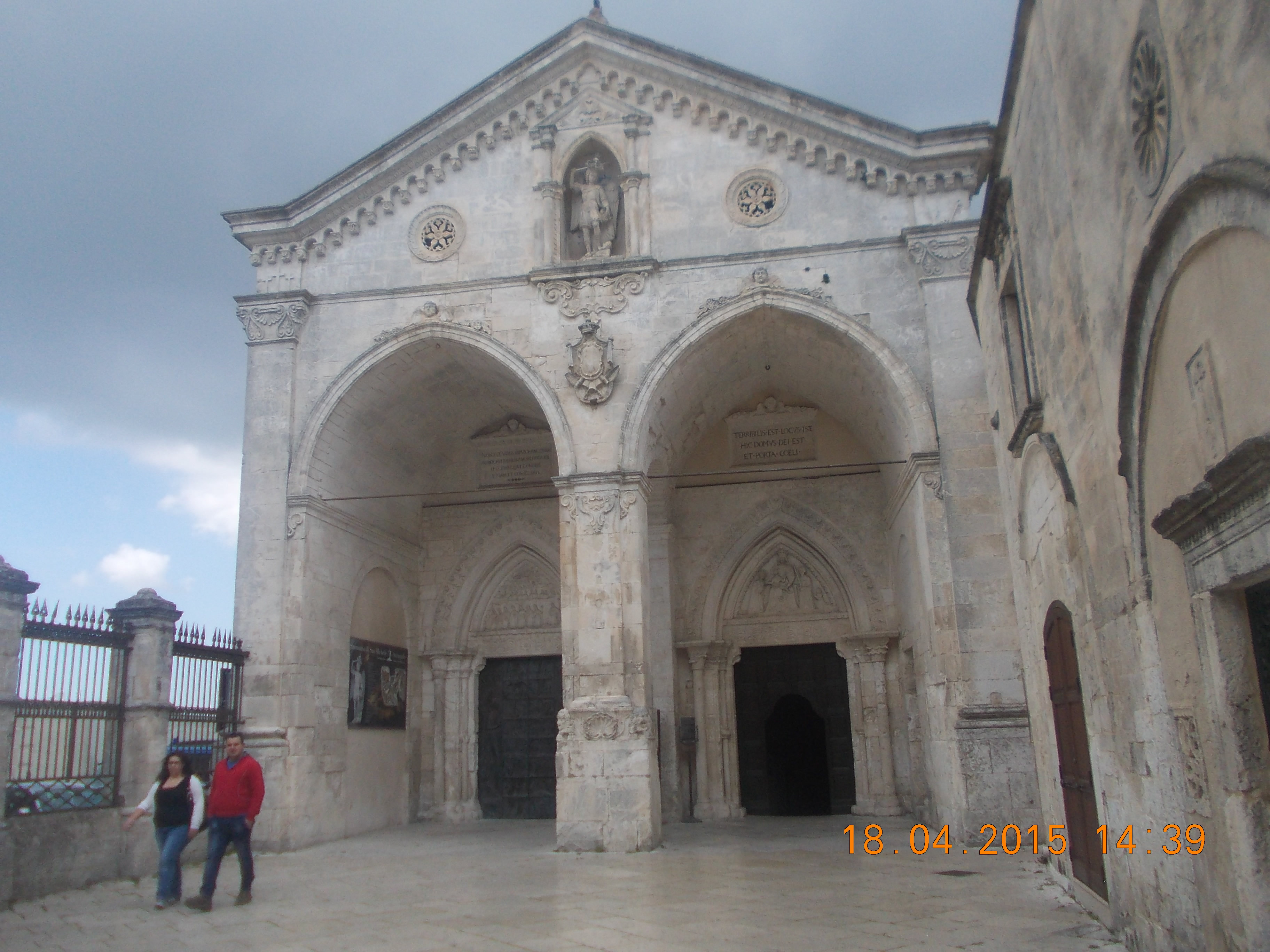
Sanktuarium św. Michała Archanioła w Monte Sant’Angelo

Monte Sant’Angelo – miejscowość i gmina we Włoszech, w regionie Apulia, w prowincji Foggia. W mieście Monte Sant’Angelo znajduje się jedno z najsłynniejszych w Kościele katolickim sanktuariów ku czci świętego Michała Archanioła. Na szczycie góry wznosi się  bazylika. Początki sanktuarium sięgają końca V wieku. Od 1996 roku opiekują się nim polscy księża ze zgromadzenia św. Michała Archanioła, potocznie zwani michalitami. To niezwykłe miejsce położone jest na wysokości 856 m n.p.m. Można tutaj dotrzeć dwiema drogami. Pierwsza, szybsza, prowadzi z oddalonego o nieco ponad 20 kilometrów San Giovanni Rotondo; inna, bardzo widowiskowa trasa wiedzie na wzgórze wieloma serpentynami z kierunku miejscowości Mattinata i Manfredonia.
Według danych na rok 2004 gminę zamieszkiwało 13 865 osób, 57,3 os./km².

## Współpraca
- San Michele Salentino, Włochy
- Vallecorsa, Włochy
- Mont Saint-Michel, Francja
- San Giovanni Rotondo, Włochy
- Bari, Włochy
- Asyż, Włochy
- Andria, Włochy
- Alberobello, Włochy